# Список пресмыкающихся Монголии
Список пресмыкающихся Монголии
На территории Монголии представлены  14 видов ящериц,  9 видов змей.

## ОтрядЯщерицы(Sauria)
- Семейство  Гекконы, или Цепкопалые (Gekkonidae) 
  - Род Североазиатские геккончики (Alsophylax)
    - Вид Пискливый геккончик  (Alsophylax pipiens);

  - Род Тонкопалые гекконы (Tenuidactylus)
    - Вид Гобийский геккон (Tenuidactylus elongatus);

  - Род Сцинковые гекконы (Teratoscincus)
    - Вид Сцинковый геккон Пржевальского (Teratoscincus przewalskii);
- Семейство Агамовые (Agamidae)
  - Род Азиатские горные агамы (Paralaudakia)
    - Вид Агама Столички (Paralaudakia stoliczkana);

  - Род Круглоголовки  (Phrynocephalus)
    - Вид Такырная круглоголовка (Phrynocephalus helioscopus);
    - Вид Пёстрая круглоголовка (Phrynocephalus versicolor);

- Агама Столички
- Пёстрая круглоголовка

- Семейство Настоящие ящерицы (Lacertidae)
  - Род Ящурки (Eremias)
    - Вид Монгольская ящурка (Eremias argus);
    - Вид Разноцветная ящурка (Eremias arguta);
    - Вид Джунгарская ящурка (Eremias dzungarica)[1];
    - Вид Глазчатая ящурка (Eremias multiocellata);
    - Вид Гобийская ящурка (Eremias przewalskii);
    - Вид Центральноазиатская ящурка (Eremias vermiculata)

  - Род Зелёные ящерицы (Lacerta)
    - Вид Прыткая ящерица (Lacerta agilis);

  - Род Лесные ящерицы[2]
    - Вид Живородящая ящерица (Zootoca vivipara);

- Разноцветная ящурка
- Прыткая ящерица
- Живородящая ящерица

## ОтрядЗмеи(Serpentes)
- Семейство Ложноногие, или удавы (Boidae)
  - Род Удавчики (Eryx)
    - Вид Восточный удавчик (Eryx tataricus);
- Семейство Ужеобразные (Colubridae)
  - Род Стройные полозы (Orientocoluber)
    - Вид Полосатый полоз (Orientocoluber spinalis);

  - Род Лазающие полозы (Elaphe)
    - Вид Узорчатый полоз (Elaphe dione);
    - Вид Амурский полоз (Elaphe schrenckii);

  - Род Настоящие ужи (Natrix)
    - Вид Обыкновенный уж (Natrix natrix);

  - Род Песчаные змеи (Psammophis)
    - Вид Стрела-змея (Psammophis lineolatus);
- Семейство Гадюковые змеи, или гадюки (Viperidae)
  - Род Щитомордники (Gloydius)
    - Вид Обыкновенный, или щитомордник Палласа (Gloydius halys);
    - Вид Уссурийский щитомордник (Gloydius ussuriensis )[источник не указан 1326 дней]

  - Род Гадюки, или настоящие гадюки (Vipera)
    - Вид Обыкновенная гадюка (Vipera berus);

- Обыкновенный уж
- Стрела-змея
- Обыкновенный, или щитомордник Палласа
- Обыкновенная гадюка